# 吉利特盐湖

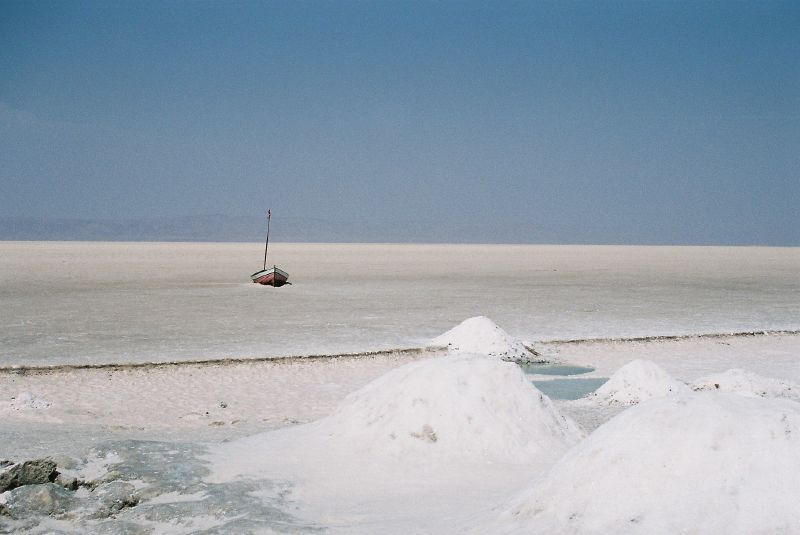
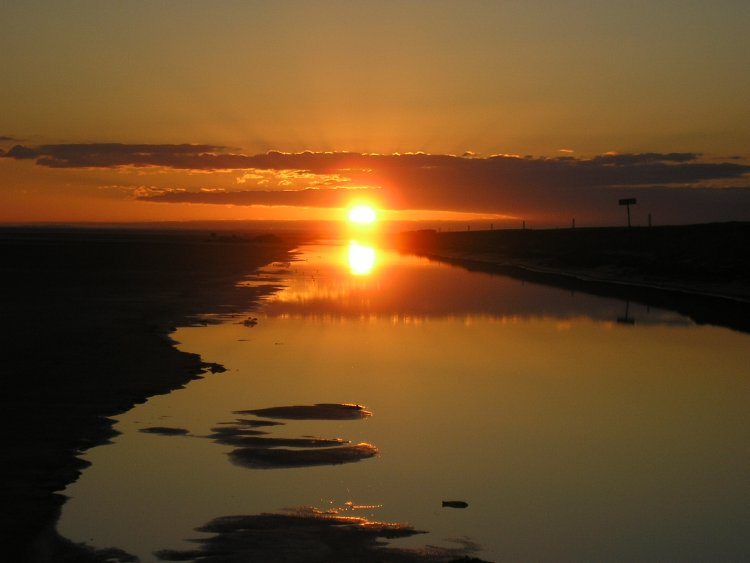
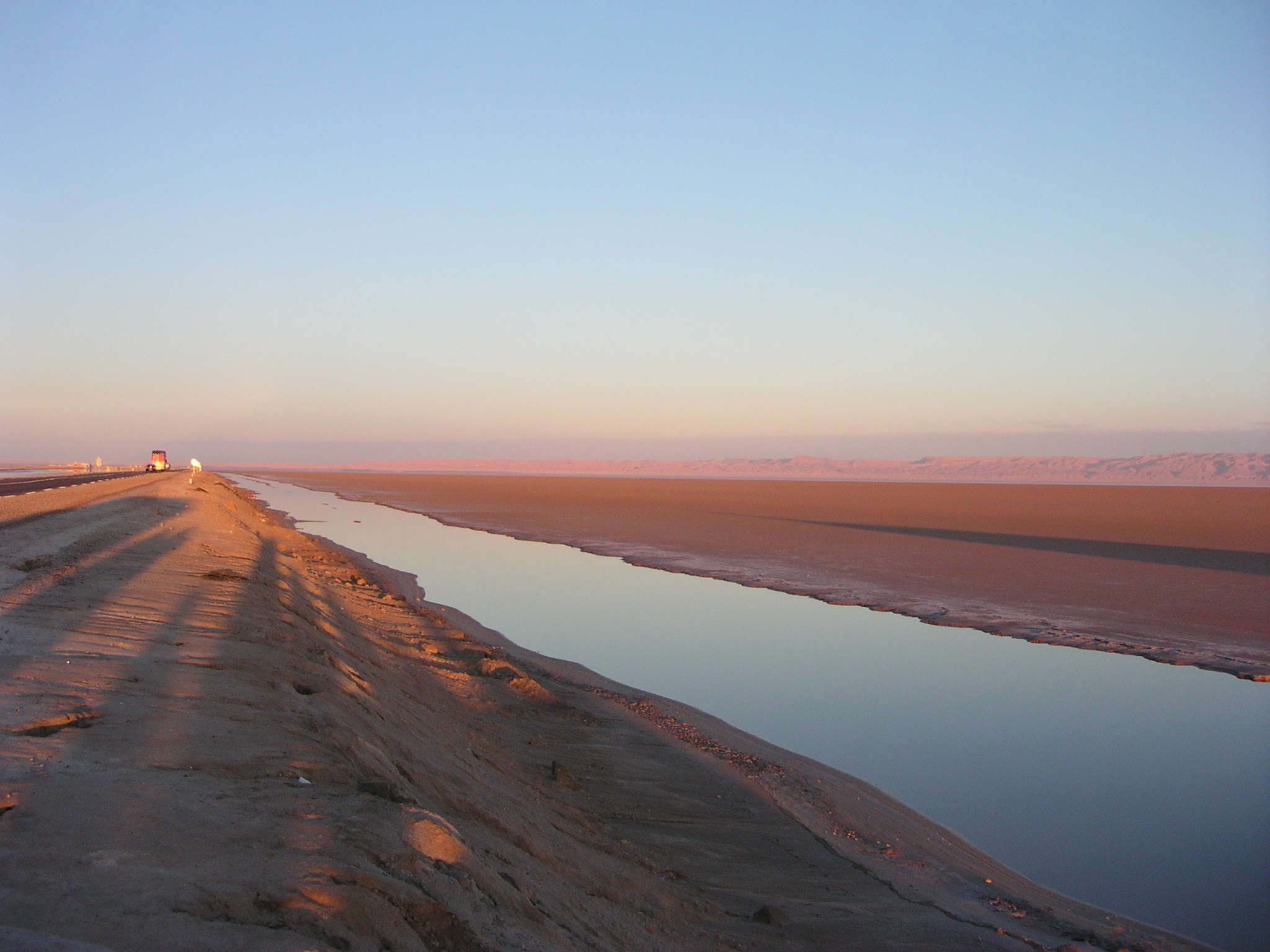

吉利特鹽湖，也叫杰里德大盐湖、埃尔杰里德盐湖，是突尼斯南部的一个内流盐水湖，是撒哈拉沙漠內面積最大的鹽盤，表面面積達7,000平方公里（亦有說5,000平方公里）。吉利特鹽湖年降雨量只有100毫米，氣溫卻可高達攝氏50度。在這種極端的氣候之下，湖水都被蒸發掉，夏天的時候吉利特鹽湖更是幾近乾涸。海市蜃樓現象在此甚為常見。附近曾作为电影《星球大战》系列的拍摄地。
吉利特鹽湖的南邊接壤大東方沙海沙漠。克比利和杜茲市也位處吉利特鹽湖的南方。
鹽湖上有一堤道橫亙，是P16幹線一部份，西接吐澤市附近的克里茲，東接克比利市附近的貝斯里，年中大部份時間都通行無阻，唯一例外的是大雨之後，此時道路可能會浸沒於湖水之中。